# Charlie Cox
Charlie Thomas Cox (sinh ngày 15 tháng 12 năm 1982) là một diễn viên người Anh. Anh được biết đến với vai luật sư Matt Murdock / Daredevil trong Vũ trụ Điện ảnh Marvel (MCU), từng xuất hiện trong series truyền hình trên Netflix Daredevil (2015–2018), The Defenders (2017) và phim Spider-Man: No Way Home (2021).
Cox cũng miêu tả Jonathan Hellyer Jones trong bộ phim năm 2014 The Theory of Everything và Owen Sleater trong mùa thứ hai và thứ ba của Boardwalk Empire (2011–2012) trên HBO. Vai diễn đột phá của anh là Tristan Thorn trong bộ phim giả tưởng Stardust năm 2007 , một trong những vai diễn mà anh đảm nhận trong suốt thập kỷ đầu tiên của sự nghiệp trong các tác phẩm điện ảnh, phim truyền hình và sân khấu chủ yếu của Anh. Anh ấy đã ra mắt West End vào năm sau trong sự hồi sinh của các vở kịch The Lover và The Collection của Harold Pinter . Sau những thành công trên màn ảnh trong những năm 2010, anh ấy đã đóng vai chính trong vở kịch Betrayal của Harold Pinter năm 2019, đầu tiên ở West End và sau đó là Broadway.

## Đầu đời
Charlie Cox là con út trong gia đình có 5 người con, sinh ra ở London. Anh và lớn lên ở Đông Sussex. Anh là con trai của Patricia (nhũ danh Harley) và Andrew Frederick Seaforth Cox, một nhà xuất bản. Anh có một anh trai, Toby (sinh năm 1974) và ba anh chị em cùng cha khác mẹ từ cuộc hôn nhân đầu tiên của cha mình: Emma, Zoe và Oliver. 
Cox được nuôi dưỡng giáo  và được đào tạo tại hai độc lập trường nội trú: Nhà trường Ashdown tại làng Forest Row ở Đông Sussex, và trường Sherborne trong thị trấn của Sherborne ở Dorset. Khi lớn lên, Cox không tính đến sự nghiệp diễn xuất và chỉ xem xét nó một cách nghiêm túc trong những năm cuối đi học. Sau khi tốt nghiệp Sherborne năm 2001, anh chuyển đến London và bắt đầu được đào tạo tại Trường Sân khấu Bristol Old Vic ở Bristol năm tiếp theo.

## Đời sống cá nhân
Vào tháng 9 năm 2018, Charlie Cox kết hôn với Samantha Thomas, Phó chủ tịch điều hành của Bron TV, họ có hai người con. Vào thời điểm kết hôn, cả hai đều làm việc cho Marvel Television, nơi Thomas là Phó chủ tịch của Original Programming và Cox đóng vai chính trong Daredevil. Gia đình sống ở Connecticut. Cox trước đây đã sống ở Thành phố New York, Los Angeles, và ở các vùng lân cận Chelsea và Highbury của London. 
Cox là bạn thân của nam diễn viên Chris Obi. Anh ấy là một người hâm mộ bóng đá và là cổ động viên của Arsenal.

## Phim đã tham gia

### Điện ảnh
| Năm  | Tên phim                        | Vai diễn               | Ghi chú     |
| ---- | ------------------------------- | ---------------------- | ----------- |
| 2003 | Dot the i                       | Theo                   |             |
| 2004 | The Merchant of Venice          | Lorenzo                |             |
| 2005 | Things to Do Before You're 30   | Danny                  |             |
| 2005 | Casanova                        | Giovanni Bruni         |             |
| 2006 | The Maidens' Conspiracy         | Diafebus               |             |
| 2007 | Stardust                        | Tristan Thorn          |             |
| 2008 | Harry, Henry and the Prostitute | Harry                  | Phim ngắn   |
| 2008 | Stone of Destiny                | Ian Hamilton           |             |
| 2009 | Big Guy                         | Chuck                  | Phim ngắn   |
| 2009 | Perfect                         | Paul                   | Phim ngắn   |
| 2009 | Glorious 39                     | Lawrence               |             |
| 2011 | There Be Dragons                | Josemaría Escrivá      |             |
| 2011 | Nancy, Sid and Sergio           | Sergio                 | Phim ngắn   |
| 2012 | A Sunny Morning                 | Adam                   | Phim ngắn   |
| 2013 | Hello Carter                    | Carter                 |             |
| 2014 | The Theory of Everything        | Jonathan Hellyer Jones |             |
| 2014 | Dracula Untold                  | Caligula               | Cảnh bị cắt |
| 2017 | Eat Locals                      | Henry                  |             |
| 2018 | King of Thieves                 | Basil                  |             |
| 2019 | The Knot                        | The Second Ex          | Phim ngắn   |
| 2021 | Spider-Man: No Way Home         | Matt Murdock           | Khách mời   |

### Truyền hình
| Năm       | Tên                       | Vai diễn                 | Ghi chú                                   |
| --------- | ------------------------- | ------------------------ | ----------------------------------------- |
| 2002      | Judge John Deed           | Young Vicar              | Tập: "Everyone's Child"                   |
| 2006      | Lewis                     | Danny Griffon            | Premise pilot                             |
| 2006      | A for Andromeda           | Dennis Bridger           | Phim truyền hình                          |
| 2010      | Downton Abbey             | Duke of Crowborough      | Tập: "1.1"                                |
| 2011      | Moby Dick                 | Ishmael                  | Miniseries; 2 tập                         |
| 2011–2012 | Boardwalk Empire          | Owen Sleater             | Vai chính (mùa 3), hỗ trợ (mùa 2); 23 tập |
| 2013      | The Ordained              | Tom Reilly               | Unaired pilot                             |
| 2013      | Legacy                    | Charles Thoroughgood     | Phim truyền hình                          |
| 2015–2018 | Daredevil                 | Matt Murdock / Daredevil | Vai chính; 39 tập                         |
| 2017      | The Defenders             | Matt Murdock / Daredevil | Miniseries; vai chính; 8 tập              |
| 2019      | Relics and Rarities       | Seamus O'Flanagan        | Episode: "The Ascent of the Angler"       |
| 2021      | Kin                       | Michael Kinsella         | Vai chính; 8 tập                          |
| 2022      | She-Hulk: Attorney at Law | Matt Murdock / Daredevil | Hậu kỳ                                    |
| 2023      | Echo                      | Matt Murdock / Daredevil | Đang quay phim                            |
| 2023      | Treason                   | Adam Lawrence            | Đang quay phim; Vai chính                 |
| 2024      | Spider-Man: Freshman Year | Matt Murdock / Daredevil | Vai lồng tiếng; Đang sản xuất             |
| 2024      | Daredevil: Born Again     | Matt Murdock / Daredevil | Vai chính; 18 tập                         |